# Expédition de reconnaissance britannique de 1951
L'expédition de reconnaissance britannique à l'Everest de 1951 (en anglais : 1951 British Mount Everest reconnaissance expedition) est une expédition d'alpinisme préparant l'ascension du sommet de l'Everest.
Dirigée par Eric Shipton, elle a lieu du 27 août au 21 novembre 1951 . L'expédition découvre plusieurs itinéraires possibles pour gravir l'Everest depuis le Népal, concluant que l'itinéraire via la cascade de glace du Khumbu, le Western Cwm (en) et le col Sud est le seul choix possible. Cette voie est ensuite utilisée par les Suisses lors de leurs deux expéditions en 1952, suivies de l'ascension réussie des Britanniques en 1953.